# Veletrh Kabo
Veletrh obuvi KABO je odborná přehlídka produkce českých a zahraničních výrobců obuvi, koženého zboží a doplňků v České a Slovenské republice. Prezentují se zde nejen čeští výrobci obuvi a kožených doplňků, ale prostřednictvím tuzemských distributorů i většina světových značek. Veletrh se koná na Brněnském výstavišti, zpravidla společně s veletrhem Styl.